# Pseudoheptascelio muesebecki
Pseudoheptascelio muesebecki är en stekelart som beskrevs av Szabó 1966. Pseudoheptascelio muesebecki ingår i släktet Pseudoheptascelio och familjen Scelionidae. Inga underarter finns listade i Catalogue of Life.